# Stemma dell'Ordine francescano
Lo stemma dell'Ordine francescano è l'arma con cui viene rappresentato l'ordine di San Francesco. 

## Blasonatura
D'argento o d'azzurro, alla croce latina raggiante posta in palo, sormontata da un braccio nudo al naturale uscente da una nube d'argento, con il segno del chiodo alla palma della mano; l'altro braccio vestito del saio francescano, incrociante il primo in decusse, con lo stesso segno nella mano
Le due braccia rappresentano i due rami fondamentali dell'Ordine: i frati e il terzo ordine dei laici. 
Lo stemma si trova spesso declinato con altri attributi a rappresentare i vari membri, conventi, sodalizi e confraternite legate all'Ordine, sia maschili che femminili.